# Malheurs des pharisiens
 (avril 2024).
La mise en forme du texte ne suit pas les recommandations de Wikipédia : il faut le « wikifier ».
Les points d'amélioration suivants sont les cas les plus fréquents. Le détail des points à revoir est peut-être précisé sur la page de discussion.
- Les titres sont pré-formatés par le logiciel. Ils ne sont ni en capitales, ni en gras.
- Le texte ne doit pas être écrit en capitales (les noms de famille non plus), ni en gras, ni en italique, ni en « petit »…
- Le gras n'est utilisé que pour surligner le titre de l'article dans l'introduction, une seule fois.
- L'italique est rarement utilisé : mots en langue étrangère, titres d'œuvres, noms de bateaux, etc.
- Les citations ne sont pas en italique mais en corps de texte normal. Elles sont entourées par des guillemets français : « et ».
- Les listes à puces sont à éviter, des paragraphes rédigés étant largement préférés. Les tableaux sont à réserver à la présentation de données structurées (résultats, etc.).
- Les appels de note de bas de page (petits chiffres en exposant, introduits par l'outil «  Source ») sont à placer entre la fin de phrase et le point final[comme ça].
- Les liens internes (vers d'autres articles de Wikipédia) sont à choisir avec parcimonie. Créez des liens vers des articles approfondissant le sujet. Les termes génériques sans rapport avec le sujet sont à éviter, ainsi que les répétitions de liens vers un même terme.
- Les liens externes sont à placer uniquement dans une section « Liens externes », à la fin de l'article. Ces liens sont à choisir avec parcimonie suivant les règles définies. Si un lien sert de source à l'article, son insertion dans le texte est à faire par les notes de bas de page.
- La présentation des références doit suivre les conventions bibliographiques. Il est recommandé d'utiliser les modèles {{Ouvrage}}, {{Chapitre}}, {{Article}}, {{Lien web}} et/ou {{Bibliographie}}. Le mode d'édition visuel peut mettre en forme automatiquement les références.
- Insérer une infobox (cadre d'informations à droite) n'est pas obligatoire pour parachever la mise en page.

Pour une aide détaillée, merci de consulter Aide:Wikification.
Si vous pensez que ces points ont été résolus, vous pouvez retirer ce bandeau et améliorer la mise en forme d'un autre article.

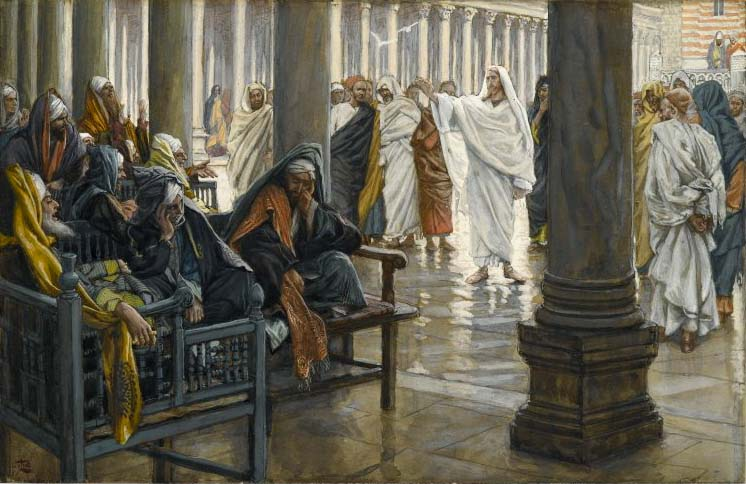
James Tissot, Malheur à vous, scribes et pharisiens, Brooklyn Museum

Les malheurs des pharisiens sont une série de critiques émises par Jésus contre les scribes et les pharisiens rapportée dans Luc 11:37-54 et Matthieu 23:1-39. Marc 12:35-40 et Luc 20:45-47 incluent aussi des avertissements aux scribes.
Huit sont listés dans Matthieu, et d'où est connu la version de Matthieu comme les huit malheurs. Ils se trouvent dans Matthieu 23 aux versets 13-16, 23,25, 27 et 29. Seuls six sont délivrés dans Luc, à qui la version est ainsi connu comme les six malheurs : trois sont adressés aux pharisiens, et trois aux scribes.
Les malheurs critiquent surtout les pharisiens en raison de leur hypocrisie et leur parjure. Ils illustrent les différences entre états moraux intérieurs et extérieurs.

## Contexte
Les malheurs sont mentionnés deux fois dans les récits dans les Évangiles de Matthieu et Luc. Dans Matthieu ils sont mentionnés après l'entrée de Jésus à Jérusalem, où il enseigne dans le Temple, tandis que dans Luc ils sont mentionnés après que le Notre Père soit délivré et les disciples sont d'abord envoyés à travers le pays. Avant de présenter les malheurs en eux-mêmes, Matthieu déclare que Jésus les critiqua puisqu'ils prennent la place d'honneur aux banquets, puisqu'ils portent des vêtements extravagants, puisqu'ils encouragent les gens à les appeler rabbi.
Les malheurs sont tous des malheurs de l'hypocrisie et illustrent les différences entre les états moraux intérieurs et extérieurs. Jésus décrit les pharisiens comme impatient avec l'extérieur, une observation rituelle des menus détails qui les ont rendu acceptables et vertueux extérieurement mais laissait la personne intérieure non réformée.

## Les huit malheurs
Les huit malheurs sont :
1. Ils ont parlé de Dieu, mais n'ont pas aimé Dieu — ils ne sont pas entrés dans le royaume des cieux eux-mêmes, ils n'ont pas laissé les autres y entrer.
2. Ils se sont enrichis par les biens de veuves utilisant l'apparence de pieux.
3. Ils prêchaient Dieu, mais convertissaient les gens à abandonner la religion.
4. Ils enseignaient qu'un serment fait par le temple ou l'autel était nul, mais que s'il était fait par l'ornementation doré du temple, ou par un don du sacrifice sur l'autel, il était lié. L'or et les dons, cependant, n'étaient pas sacrés en eux-mêmes comme le temple et l'autel l'étaient, mais dérivé une mesure de moindre caractère sacré en étant connecté au temple ou à l'autel. Les enseignants et les pharisiens louaient au temple et offraient des sacrifices à l'autel puisqu'ils savaient que le temple et l'autel étaient sacrés. Comment alors pourraient-ils nier la valeur contraignante du serment à ce qui était vraiment sacré et l’accorder à des objets d’un caractère sacré insignifiant et dérivé ?
5. Ils ont enseigné la loi, mais n'ont pas pratiqué certains des plus importantes parties de la loi - justice, miséricorde, fidélité à Dieu. Ils ont obéi aux menus détails de la loi tel que les relevés d'impôts, mais non aux choses les plus importantes de la loi.
6. Ils se sont présentés comme « purs » (maîtrise de soi, non impliqués dans des affaires charnelles), mais ils étaient impurs à l'intérieur : ils bouillonnaient de désirs mondains cachés, sensualité. Ils étaient plein de cupidité et d’intempérance.
7. Ils se sont montrés justes parce qu'ils étaient des gardiens scrupuleux de la loi mais étaient, en fait, insensés : leur masque de justice cachait un monde intérieur secret de pensées et sentiments impies. Ils étaient plein de cruauté. Ils ressemblaient à des sépulcres blanchis à la chaux, à l’extérieur ils ont une belle apparence, mais l’intérieur est rempli d’ossements.
8. Ils ont témoigné une grande estime pour les prophètes morts et ont déclaré qu'ils n'auraient jamais persécuté ni tué des prophètes lorsque, en fait, ils étaient coupés du même habit que les persécuteurs et les assassins : ils avaient trop de sang meurtrier dans leurs veines.

## Voir également
- Si le monde a de la haine contre vous
- Loi du Christ
- Médecin, guéris-toi toi-même
- Les quatre malheurs de Jésus
- Lettre et esprit de la loi